# Thunderbird (avion)
Pour les articles homonymes, voir Thunderbird.
Thunderbird est le nom d'un Boeing Flying Fortress B-17G-105-VE. C'est l'un des rares B-17 survivant de la deuxième guerre mondiale en état de voler et c'est aussi le plus grand avion exposé au Lone Star Flight Museum , à Galveston, Texas.
L'avion a volé en mission opérationnelle jusqu'au 8 mai 1945, date de la fin des hostilités de la seconde guerre mondiale en Europe . Ce B-17G-105-VE est maintenant peint aux couleurs d'un bombardier de la seconde Guerre Mondiale du 359th Bomb Squadron, 303e Bomb Groupe de la Huitième Air Force, basé à Molesworth, Angleterre.

## Historique
L'avion est un B-17G-25-DL (N° de série 42-38050) fabriqué par Douglas Aircraft Company à Long Beach, en Californie. Il a participé à 112 missions de combat avec le 303e Bomb Group. Réceptionné par l'USAAF en novembre 1943, il est arrivé dans son groupe le 18 janvier 1944, à la base de Molesworth, en Angleterre.
Le 23 janvier 1944, il fut affecté à l'équipage  du 1er Lieutenant Vern L. Moncur, de Rupert, Idaho et Bountiful,Utah . Cet équipage avait six missions précédentes à son actif dans d'autres bombardiers. Après que l'équipage eut terminé son tour de missions le 10 avril, l'avion fut utilisé pour la formation de nouveaux équipages et pour ceux de remplacement. Huit des missions furent assurées par les membres de l'équipage du 1er Lieutenant Richard K. Marais entre le 11 avril et le 2 juin.
Il s'envola pour sa première mission le 29 janvier 1944 (Francfort, Allemagne) et son dernier vol opérationnel eut lieu le 22 mars 1945 (Gelsenkirchen, Allemagne), après quoi il fut mis à la retraite. De retour aux États-Unis après la guerre, il fut réceptionné à Kingman, Arizona, où, contrairement à ses homologues du Lone Star Flight Museum, il resta à l'abandon.
Le Thunderbird vit passer 538 membres d'équipage, dont aucun n'a été blessé à son bord durant leurs missions.

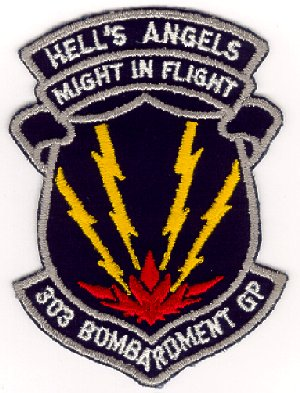
Emblème du Bomb Group

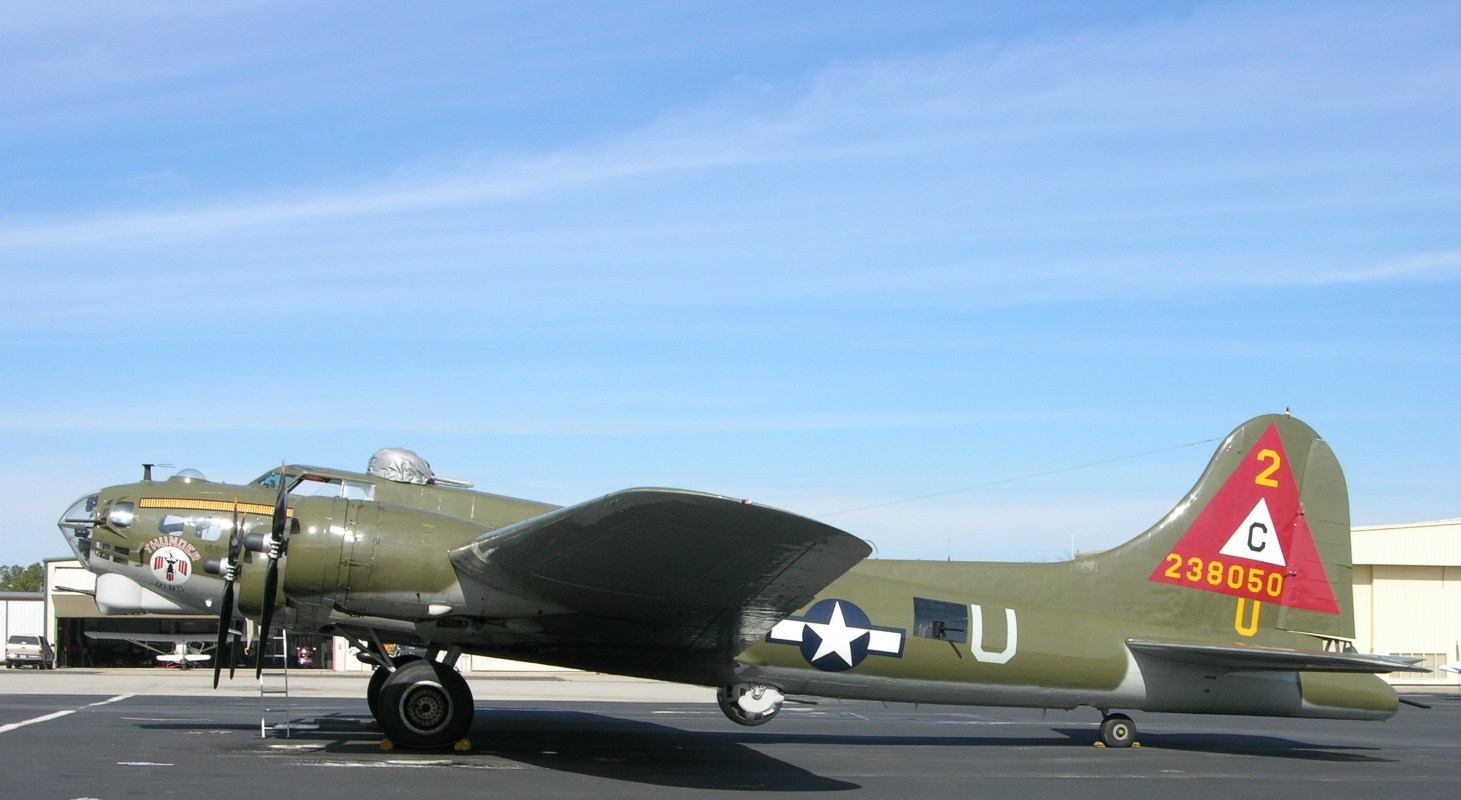
Vue de gauche au sol
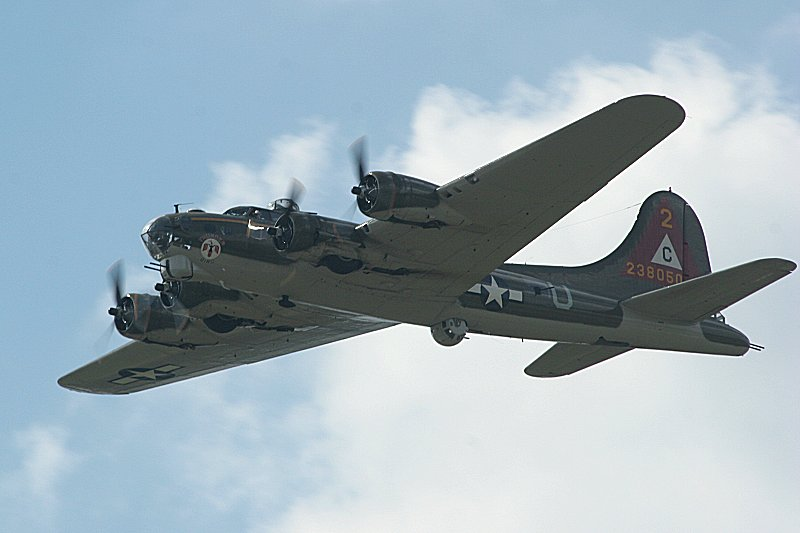
En vol
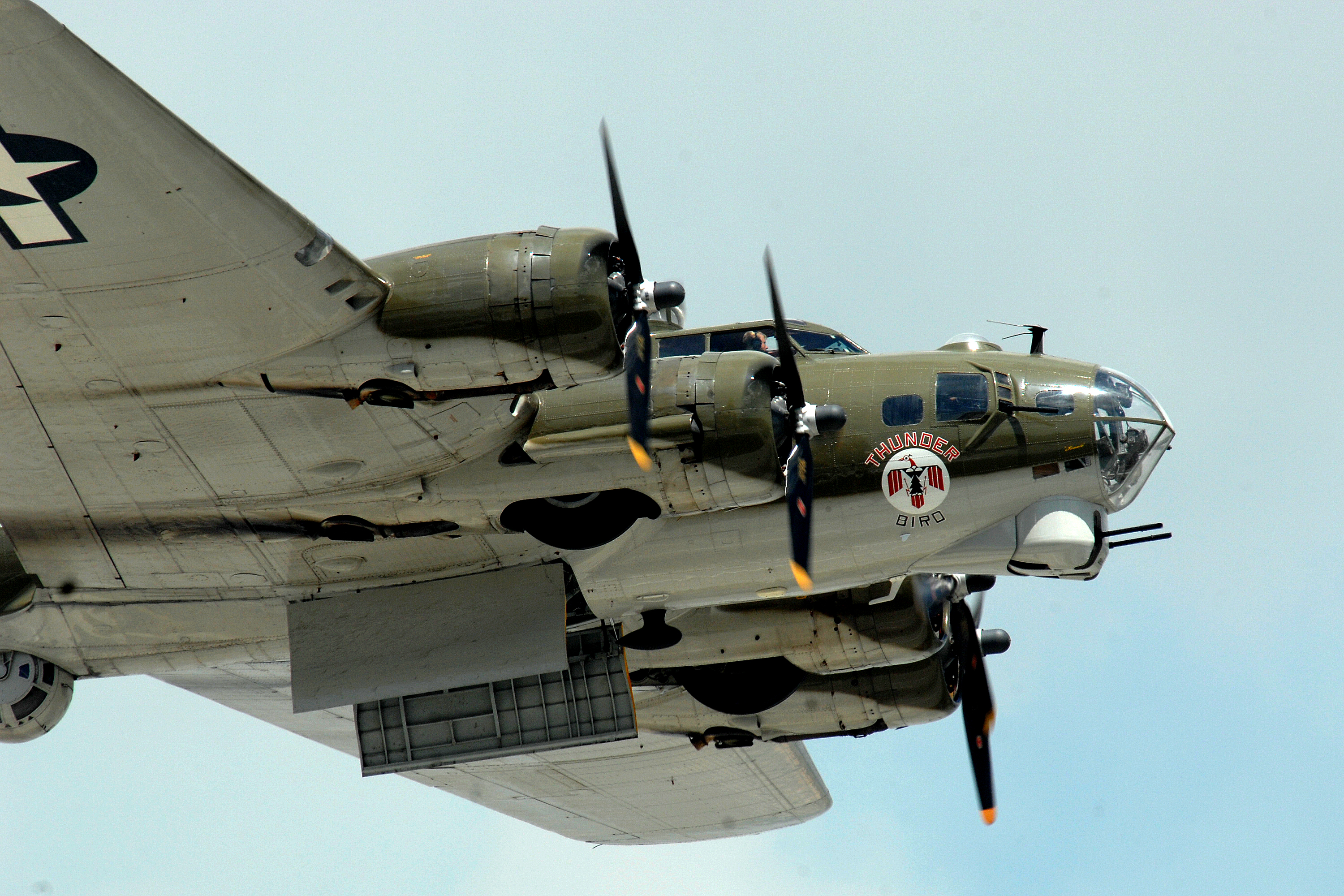
Détail de l'avant en vol
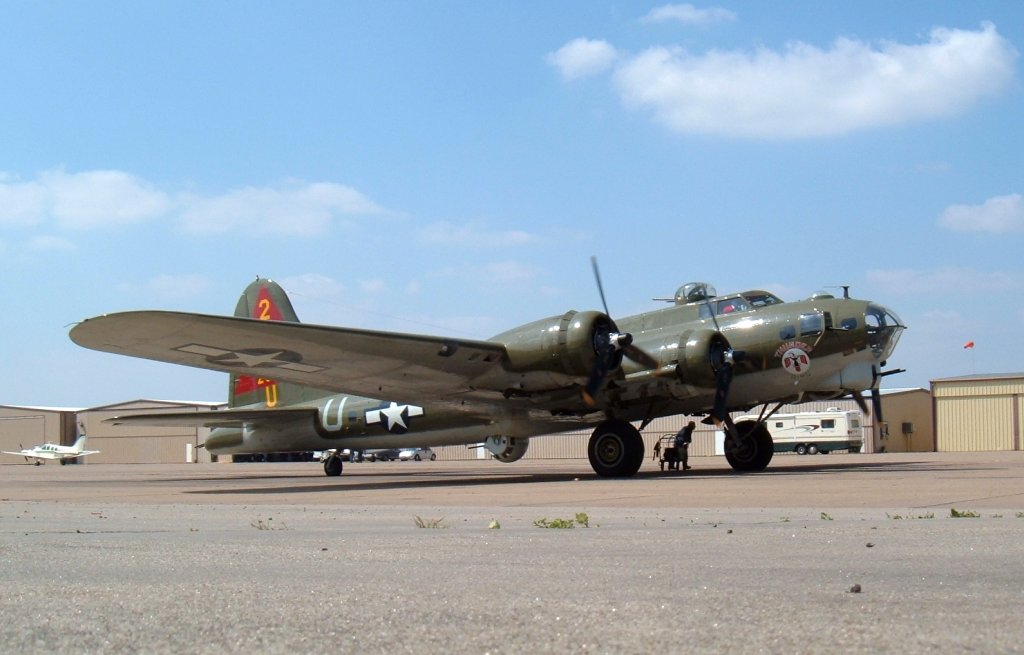
Vue de droite au sol
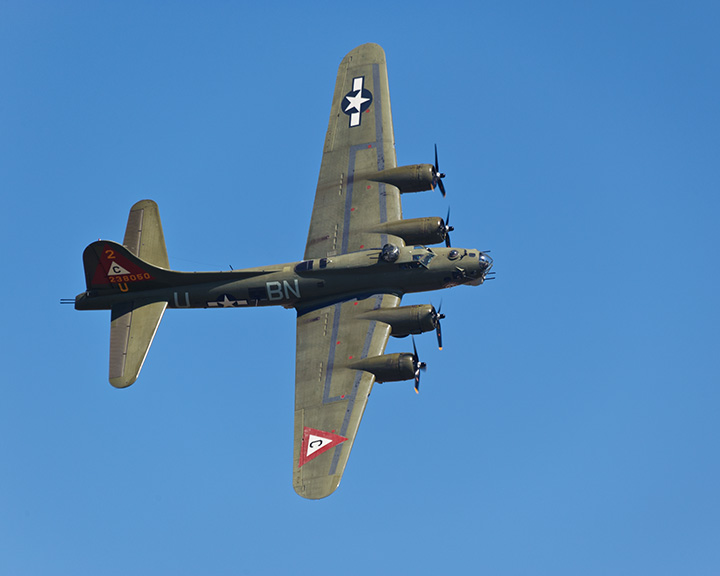
En vol durant le Wings Over Houston Air Show, octobre 2011

## Hommage et représentation artistique

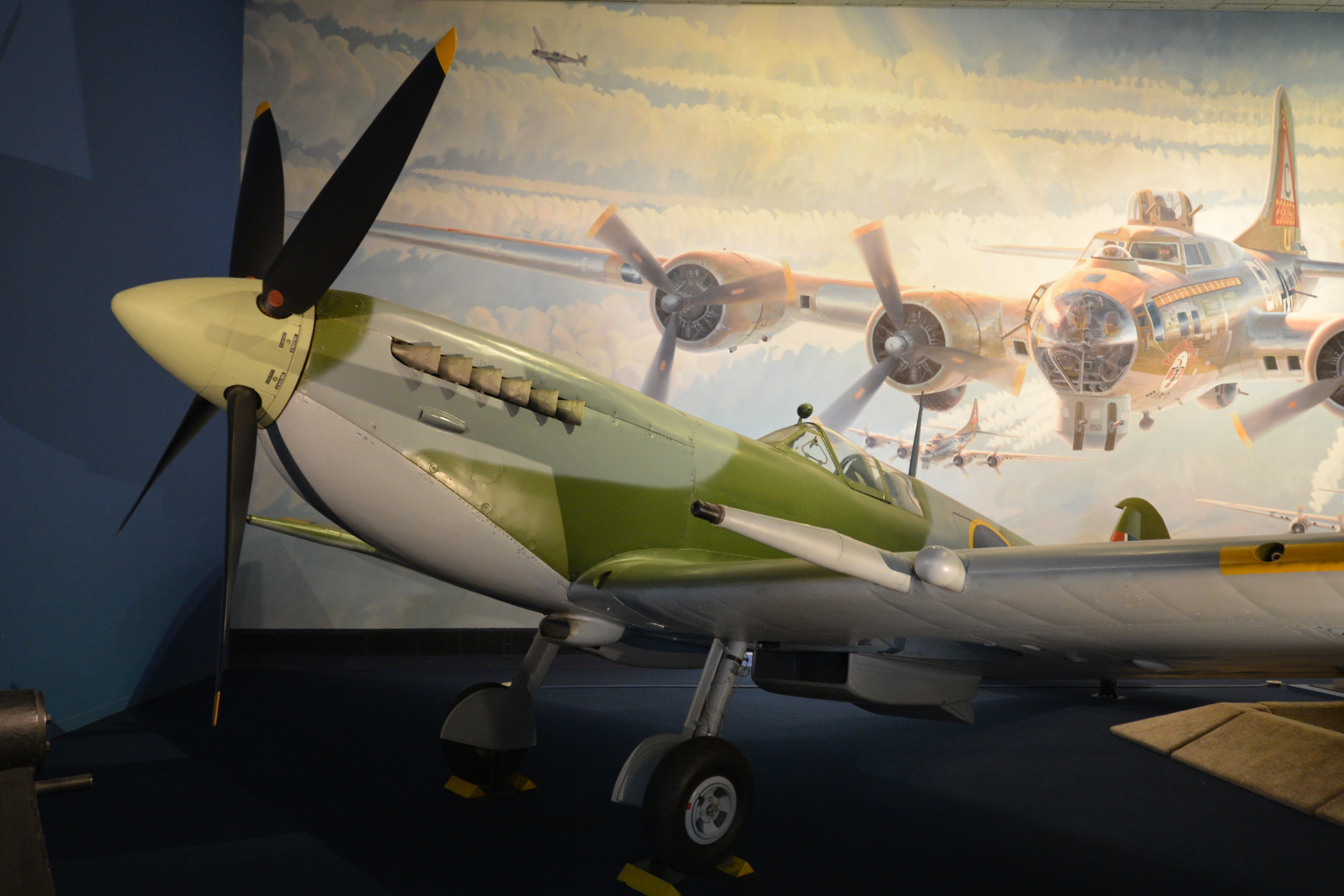
« Fortresses Under Fire » en arrière-plan

Le Thunderbird est le sujet central d'une œuvre murale sur la seconde Guerre Mondiale de 25 pieds sur 75 à la Galerie de la Smithsonian Institution au Musée National de l'Air et de l'Espace intitulé "Fortresses Under Fire". Cette œuvre achevée dans les années 1975-76 par l'artiste Keith Ferris, représente le Thunderbird lors de sa 70e mission, le 15 août 1944 à 11h45, au-dessus de Trèves, en Allemagne. Plus précisément lors de son vol de retour à Molesworth, à la fin d'une mission de bombardement sur Wiesbaden. Cette œuvre a été peinte  en reproduisant cet évènement de façon historiquement exacte.
Ferris a utilisé le Thunderbird comme pièce maîtresse entre deux autres tableaux : "Retirement Party for Old Thunderbird" (1965, Collection d'Art de l'Armée de l'air), montrant l'avion lors de sa 112e et dernière mission, et "Schweinfurt Again", représentant l'avion lors de sa 76e mission en octobre 1944 .

## Sources
- O'Leary, Michael. "Thunderbird", Air Classiques, Août 2004. Défi Publications, inc.
- B-17 Thunderbird.com le site du mémorial